# 新潟鉄道郵便局
新潟鉄道郵便局（にいがたてつどうゆうびんきょく）とは、かつて新潟県新潟市に本局を置いていた郵便局である。

## 概要
鉄道郵便局は、日本の郵便局の種類の一つで、鉄道事業者に郵便車を運行させてこれに職員が乗務し、鉄道沿線の郵便局から継送される郵便物を輸送するとともに、郵便車内で郵便物をあて先地域別に区分する業務を行っていた。当局はそのうちおもに北陸地方東部及び磐越地方の区間を担当した。

### 本局・分局
本局に管理部門が置かれるほか、各地の乗務・中継作業の拠点として主要ターミナル駅や分岐駅に分局が設置されていた。
- 本局 - 新潟県新潟市八千代1
  - 1986年（昭和61年）廃止。
- 新津分局 - 新潟県新津市本町1（新津駅構内）
  - 1955年（昭和30年）9月1日開局、1982年（昭和57年）11月15日廃止。
- 直江津分局 - 新潟県上越市東町（直江津駅構内）
  - 1955年（昭和30年）9月1日開局、1984年（昭和59年）2月1日廃止。
- 長岡分局 - 新潟県長岡市城内町1（長岡駅構内）
  - 1955年（昭和30年）9月1日開局、1984年（昭和59年）2月1日廃止。
- 会津若松分局 - 福島県会津若松市駅前町（会津若松駅構内）
  - 1955年（昭和30年）9月1日開局、1982年（昭和57年）11月15日廃止。

## 沿革
- 1936年（昭和11年）10月1日 - 仙台鉄道郵便局新潟派出所を設置[2]。新潟郵便局から鉄道郵便に関する業務を移管[2]。
- 1944年（昭和19年）5月1日 - 仙台鉄道郵便局新潟派出所と富山鉄道郵便局を統合し、新潟鉄道郵便局を開局（官報上では富山鉄道郵便局の移転改称）[3][4]。
  - 線路区域[5]
    - 大阪青森線の内敦賀酒田間
    - 金沢輪島線
    - 高岡城端線
    - 富山氷見線
    - 岐阜富山線の内高岡富山間
    - 柏崎新潟線
    - 郡山新潟線の内会津若松新潟間
- 1945年（昭和20年）
  - 4月7日 - 金沢派出所を昇格し、金沢鉄道郵便局を開局[6]。北陸地方西部の区間を同局に移管。
    - 線路区域[7]
      - 大阪青森線の内直江津酒田間
      - 郡山新潟線の内会津若松新潟間
      - 柏崎新潟線

  - 8月1日 - 東京長岡線の内水上長岡間を追加（東京鉄道郵便局から移管）[8]。
- 1948年（昭和23年）
  - 2月25日 - 鉄道郵便乗務員の服務方法に関するGHQ指令[9]が発出され、職員配置の大幅な異動・所要の施設整備等を行うこととなる[10]。
    - 業務の合理化
      - 乗務行程の合理化
      - 複数の区間の乗務を兼務し循環服務する体制をやめ、原則として乗務区間ごとに乗務員の配置を固定
      - 本局等から乗務区間までの長距離の便乗の解消

    - 具体的には次のような対応がとられた。
      - 乗務区間に応じた地方の拠点（分局等）への職員の分散配置
      - 各地に職員住宅や乗務員事務室等の整備
      - 乗務行程見直しにより乗務員配置が難しくなる末端の支線等では取扱便から託送便への変更や専用自動車便への移行など

    - 当局では、乗務担当区間均衡化のため隣接局との間で所掌区間の変更が行われ、郡山新潟線のうち郡山 - 会津若松間と、会津若松荒海線及び会津若松宮下線の全区間について仙台鉄道郵便局から移管を受けた。

  - 8月16日 - 組織改正
    - 線路区域[11]
      - 大阪青森線の内直江津酒田間
      - 東京新潟線の内水上新潟間
      - 郡山新潟線
      - 会津若松宮下線
      - 会津若松荒海線
      - 柏崎新潟線
- 1950年（昭和25年）2月21日 - 組織改正、積替駐在設置
  - 線路区域及び積替駐在[12]
    - 大阪青森線の内直江津酒田間
    - 東京新潟線の内水上新潟間
    - 郡山新潟線
    - 会津若松宮下線
    - 会津若松荒海線
    - 柏崎新潟線
    - 新潟
    - 新津
    - 長岡
    - 直江津
- 1951年（昭和26年）4月1日 - 会津若松積替駐在を追加[13]。
- 1955年（昭和30年）9月1日 - 新津分局、直江津分局、長岡分局及び会津若松分局を設置[14]。
- 1982年（昭和57年）11月15日 - 新津・会津若松の各分局を廃止[15]。
- 1984年（昭和59年）2月1日 - 直江津・長岡の各分局を廃止[16]。
- 1986年（昭和61年）3月1日 - 新潟鉄道郵便局本局を廃止[17]。

## 取扱内容
- 鉄道郵便車に乗務し、車内で区分及び郵袋、小包の積み下ろし事務。
- 局舎や駅の郵便室で、郵便物の受け渡し・郵袋や小包の区分事務。